# بيركويرينسيا دي لا سيرينا
بلدية بيركويرينسيا دي لا سيرينا (بالإسبانية: Benquerencia de la Serena)‏, هي إحدى بلديات مقاطعة بطليوس, التي تقع في منطقة إكستريمادورا, والتي تقع في غرب إسبانيا.
يبلغ عدد سكانها 980 نسمة وفقاً لإحصائية سنة (2002).